# Lucie Šafářová
Lucie Šafářová (pronunciado:[ˈlutsɪjɛ ˈʃafaːr̝ovaː]; Brno, República Checa, 4 de febrero de 1987) es una extenista profesional checa retirada en 2018. Šafářová ganó siete títulos individuales de la WTA y hasta 15 a nivel de dobles dónde llegó a ser número 1 del mundo.

## Carrera

### 2005 y 2006
En su carrera ha llegado a 4 finales individuales: en 2005 llegó a Estoril (tierra batida), 's-Hertogenbosch (hierba), Forest Hills (pista rápida) y en 2006 Gold Coast (pista rápida). Ganó en Portugal pero perdió en Holanda contra su compatriota Klára Koukalová por 3-6, 6-2 y 6-2. En agosto ganó su segundo campeonato de alta categoría ante Sania Mirza, una joven tenista india.
Empezó 2006 con una racha de 6 victorias consecutivas en Gold Coast, eliminando a Patty Schnyder en las semifinales. También en 2006 hizo semifinales en Amelia Island, perdiendo contra la ganadora final, Nadia Petrova, ganando previamente a Nicole Vaidišová en dieciseisavos de final, además de otra semifinal en Palermo, siendo derrotada por Anabel Medina.

### 2007
Al comienzo de 2007, en vez de defender título en Gold Coast, decidió jugar la Copa Hopman con la República Checa, así, llegó al Abierto de Australia en la posición 70. En ese Grand Slam, ganó a la que había sido número uno del mundo semanas antes, Amélie Mauresmo, por 6-4 y 6-3, aunque su compatriota Nicole Vaidišová se encargó de Šafářová en cuartos de final en tan solo 2 sets. Le sirvió para subir a la posición 31.ª.
Lucie siguió su gran comienzo de año en París, en el Open Gaz de Francia. Šafářová alcanzó la final derrotando a Tsvetana Pironkova, Nicole Vaidišová, Svetlana Kuznetsova y Justine Henin, en 3 sets todos los partidos. Sin embargo, no pudo vencer en la final con la rusa Nadia Petrova, en un extraño partido que empezó con dominio de la checa, que permitió reaccionar a Petrova hasta ponerse 5-1 en el último set. La reacción de Šafářová fue tardía, aunque consiguió hacer hasta 4 juegos para acabar perdiendo por 4-6, 6-1 y 6-4.

## Torneos de Grand Slam

### Individuales

#### Finalista (1)
| Año  | Campeonato    | Oponente en la final | Resultado en final |
| 2015 | Roland Garros | Serena Williams      | 3-6, 7-6(2), 2-6   |

### Dobles

#### Títulos (5)
| Año  | Campeonato           | Pareja                | Oponentes en la final               | Resultado en final |
| 2015 | Abierto de Australia | Bethanie Mattek-Sands | Yung-Jan Chan Jie Zheng             | 6-4, 7-6(5)        |
| 2015 | Roland Garros        | Bethanie Mattek-Sands | Casey Dellacqua Yaroslava Shvédova  | 3-6, 6-4, 6-2      |
| 2016 | Abierto de EE.UU.    | Bethanie Mattek-Sands | Caroline Garcia Kristina Mladenovic | 2-6, 7-6(5), 6-4   |
| 2017 | Abierto de Australia | Bethanie Mattek-Sands | Andrea Hlaváčková Shuai Peng        | 6-7(4), 6-3, 6-3   |
| 2017 | Roland Garros        | Bethanie Mattek-Sands | Ashleigh Barty Casey Dellacqua      | 6-2, 6-1           |

## Juegos Olímpicos

### Dobles

#### Medalla de Bronce
| Año  | Torneo              | Pareja           | Oponentes en la final            | Resultado |
| 2016 | Río de Janeiro 2016 | Barbora Strýcová | Andrea Hlaváčková Lucie Hradecká | 7-5, 6-1  |

## Títulos WTA (22; 7+15)

### Individual (7)
| Leyenda: Antes de 2009            | Leyenda: A partir de 2009 |
| --------------------------------- | ------------------------- |
| Grand Slam (0)                    |                           |
| WTA Tour Championships/Finals (0) |                           |
| Tier I (0)                        | Premier Mandatory (0)     |
| Tier II (0)                       | Premier 5 (0)             |
| Tier III (1)                      | Premier (1)               |
| Tier IV & V (3)                   | International (2)         |

| N.º | Fecha                    | Torneo       | Superficie    | Oponente en la final | Resultado        |
| 1.  | 1 de mayo de 2005        | Estoril      | Tierra batida | Na Li                | 6-7(4), 6-4, 6-3 |
| 2.  | 20 de agosto de 2005     | Forest Hills | Dura          | Sania Mirza          | 3-6, 7-5, 6-4    |
| 3.  | 7 de enero de 2006       | Gold Coast   | Dura          | Flavia Pennetta      | 6-3, 6-4         |
| 4.  | 27 de agosto de 2008     | Forest Hills | Dura          | Shuai Peng           | 6-4, 6-2         |
| 5.  | 15 de septiembre de 2013 | Quebec       | Dura (i)      | Marina Erakovic      | 6-4, 6-3         |
| 6.  | 28 de febrero de 2015    | Doha         | Dura          | Victoria Azarenka    | 6-4, 6-3         |
| 7.  | 30 de abril de 2016      | Praga        | Tierra batida | Samantha Stosur      | 3-6, 6-1, 6-4    |

#### Finalista (9)
| N.º | Fecha                 | Torneo           | Superficie    | Oponente en la final | Resultado        |
| 1.  | 18 de junio de 2005   | 's-Hertogenbosch | Hierba        | Klára Koukalová      | 6-3, 2-6, 2-6    |
| 2.  | 17 de febrero de 2007 | París            | Dura (i)      | Nadia Petrova        | 6-4, 1-6, 4-6    |
| 3.  | 14 de febrero de 2010 | París            | Dura (i)      | Yelena Dementieva    | 7-6(5), 1-6, 4-6 |
| 4.  | 6 de marzo de 2011    | Kuala Lumpur     | Dura          | Jelena Dokić         | 6-2, 6-7(9), 4-6 |
| 5.  | 12 de junio de 2011   | Copenhague       | Dura (i)      | Caroline Wozniacki   | 1-6, 4-6         |
| 6.  | 8 de abril de 2012    | Charleston       | Tierra batida | Serena Williams      | 0-6, 1-6         |
| 7.  | 6 de junio de 2015    | Roland Garros    | Tierra batida | Serena Williams      | 3-6, 7-6(2), 2-6 |
| 8.  | 29 de agosto de 2015  | New Haven        | Dura          | Petra Kvitová        | 7-6(6), 2-6, 2-6 |
| 9.  | 26 de febrero de 2017 | Budapest         | Dura (i)      | Tímea Babos          | 7-6(4), 4-6, 3-6 |

### Dobles (15)
| Leyenda: Antes de 2009            | Leyenda: A partir de 2009 |
| --------------------------------- | ------------------------- |
| Grand Slam (5)                    |                           |
| WTA Tour Championships/Finals (0) |                           |
| Tier I (0)                        | Premier Mandatory (3)     |
| Tier II (0)                       | Premier 5 (2)             |
| Tier III (0)                      | Premier (5)               |
| Tier IV & V (0)                   | International (0)         |

| N.º | Fecha                    | Torneo               | Superficie        | Pareja                    | Oponentes en la final               | Resultado        |
| 1.  | 8 de abril de 2012       | Charleston           | Tierra batida     | Anastasiya Pavliuchenkova | Anabel Medina Yaroslava Shvédova    | 5-7, 6-4, [10-6] |
| 2.  | 7 de abril de 2013       | Charleston           | Tierra batida     | Kristina Mladenovic       | Andrea Hlaváčková Liezel Huber      | 6-3, 7-6(6)      |
| 3.  | 11 de mayo de 2013       | Madrid               | Tierra batida     | Anastasiya Pavliuchenkova | Cara Black Marina Erakovic          | 6-2, 6-4         |
| 4.  | 10 de enero de 2014      | Sídney               | Dura              | Tímea Babos               | Sara Errani Roberta Vinci           | 7-5, 3-6, [10-8] |
| 5.  | 30 de enero de 2015      | Abierto de Australia | Dura              | Bethanie Mattek-Sands     | Yung-Jan Chan Jie Zheng             | 6-4, 7-6(5)      |
| 6.  | 26 de abril de 2015      | Stuttgart            | Tierra batida (i) | Bethanie Mattek-Sands     | Caroline Garcia Katarina Srebotnik  | 6-4, 6-3         |
| 7.  | 7 de junio de 2015       | Roland Garros        | Tierra batida     | Bethanie Mattek-Sands     | Casey Dellacqua Yaroslava Shvédova  | 3-6, 6-4, 6-2    |
| 8.  | 16 de agosto de 2015     | Toronto              | Dura              | Bethanie Mattek-Sands     | Caroline Garcia Katarina Srebotnik  | 6-1, 6-2         |
| 9.  | 3 de abril de 2016       | Miami                | Dura              | Bethanie Mattek-Sands     | Tímea Babos Yaroslava Shvédova      | 6-3, 6-4         |
| 10. | 11 de septiembre de 2016 | Abierto de EE.UU.    | Dura              | Bethanie Mattek-Sands     | Caroline Garcia Kristina Mladenovic | 2-6, 7-6(5), 6-4 |
| 11. | 1 de octubre de 2016     | Wuhan                | Dura              | Bethanie Mattek-Sands     | Sania Mirza Barbora Strýcová        | 6-1, 6-4         |
| 12. | 9 de octubre de 2016     | Pekín                | Dura              | Bethanie Mattek-Sands     | Caroline Garcia Kristina Mladenovic | 6-4, 6-4         |
| 13. | 27 de enero de 2017      | Abierto de Australia | Dura              | Bethanie Mattek-Sands     | Andrea Hlaváčková Shuai Peng        | 6-7(4), 6-3, 6-3 |
| 14. | 9 de abril de 2017       | Charleston           | Tierra batida     | Bethanie Mattek-Sands     | Lucie Hradecká Kateřina Siniaková   | 6-1, 4-6, [10-7] |
| 15. | 11 de junio de 2017      | Roland Garros        | Tierra batida     | Bethanie Mattek-Sands     | Ashleigh Barty Casey Dellacqua      | 6-2, 6-1         |

#### Finalista (6)
| N.º | Fecha                 | Torneo     | Superficie        | Pareja                    | Oponentes en la final                     | Resultado        |
| 1.  | 30 de agosto de 2008  | Estocolmo  | Dura              | Petra Cetkovská           | Iveta Benešová Barbora Záhlavová-Strýcová | 5-7, 4-6         |
| 2.  | 10 de abril de 2016   | Charleston | Tierra batida     | Bethanie Mattek-Sands     | Caroline Garcia Kristina Mladenovic       | 2-6, 5-7         |
| 3.  | 30 de octubre de 2016 | WTA Finals | Dura (i)          | Bethanie Mattek-Sands     | Ekaterina Makarova Yelena Vesnina         | 6-7(5), 3-6      |
| 4.  | 24 de junio de 2018   | Mallorca   | Hierba            | Barbora Štefková          | Andreja Klepač María José Martínez        | 1-6, 6-3, [3-10] |
| 5.  | 28 de abril de 2019   | Stuttgart  | Tierra batida (i) | Anastasiya Pavliuchenkova | Mona Barthel Anna-Lena Friedsam           | 6-2, 3-6, [6-10] |
| 6.  | 26 de julio de 2024   | Praga      | Tierra batida     | Bethanie Mattek-Sands     | Barbora Krejčíková Kateřina Siniaková     | 3-6, 3-6         |

## Participaciones en torneos

### Individual
| Torneo                        | 2005         | 2006         | 2007         | 2008         | 2009 | 2010 | 2011 | 2012 | 2013 | 2014 | 2015 | 2016 | 2017 | 2018 | G-P   |
| ----------------------------- | ------------ | ------------ | ------------ | ------------ | ---- | ---- | ---- | ---- | ---- | ---- | ---- | ---- | ---- | ---- | ----- |
| Grand Slam                    |              |              |              |              |      |      |      |      |      |      |      |      |      |      |       |
| Abierto de Australia          | A            | 1R           | CF           | 1R           | 3R   | 1R   | 3R   | 1R   | 2R   | 3R   | 1R   | A    | 2R   | 3R   | 14-12 |
| Roland Garros                 | 1R           | 1R           | 4R           | 2R           | 2R   | 2R   | 2R   | 2R   | 1R   | 4R   | F    | 3R   | 1R   | 2R   | 29-14 |
| Wimbledon                     | 1R           | A            | 3R           | 1R           | 1R   | 1R   | 2R   | 1R   | 2R   | SF   | 4R   | 4R   | 2R   |      | 16-12 |
| US Open                       | 1R           | 2R           | 3R           | 1R           | 1R   | 1R   | 3R   | 3R   | 2R   | 4R   | 1R   | 2R   | 4R   |      | 15-13 |
| Grand Slam Victorias-Derrotas | 0-3          | 1-3          | 4-1          | 1-2          | 3-4  | 1-4  | 6-4  | 3-4  | 3-4  | 13-4 | 9-4  | 6-3  | 5-4  |      | 64-50 |
| WTA Tour Championships        |              |              |              |              |      |      |      |      |      |      |      |      |      |      |       |
| WTA Tour Championships        | A            | A            | A            | A            | A    | A    | A    | A    | A    | A    | RR   | A    | A    |      | 1-2   |
| WTA Premier Mandatory         |              |              |              |              |      |      |      |      |      |      |      |      |      |      |       |
| Indian Wells                  | A            | 3R           | 3R           | 2R           | 2R   | 1R   | 2R   | 4R   | 2R   | 3R   | 3R   | 2R   | 3R   | A    | 10-12 |
| Miami                         | A            | 2R           | 3R           | 3R           | 2R   | 3R   | 3R   | 2R   | 2R   | 3R   | 2R   | 2R   | CF   | A    | 12-12 |
| Madrid                        | No Celebrado | No Celebrado | No Celebrado | No Celebrado | 3R   | SF   | CF   | 3R   | 1R   | 3R   | CF   | 2R   | 1R   | A    | 17–7  |
| Beijing                       | Tier II      | Tier II      | Tier II      | Tier II      | 2R   | 1R   | 1R   | 1R   | CF   | 3R   | A    | 1R   | A    |      | 6–7   |
| WTA Premier 5                 |              |              |              |              |      |      |      |      |      |      |      |      |      |      |       |
| Dubái / Catar                 | Tier II      | Tier II      | Tier II      | Tier II      | A    | A    | 1R   | CF   | 2R   | 3R   | CF   | A    | A    | 1R   | 9-6   |
| Roma                          | A            | 2R           | A            | 1R           | 2R   | CF   | 2R   | A    | A    | A    | 2R   | 2R   | 1R   | A    | 8-8   |
| Montreal/Toronto              | 1R           | 2R           | 2R           | A            | CF   | 1R   | CF   | SF   | 1R   | 3R   | 2R   | 1R   | CF   |      | 16-12 |
| Cincinnati                    | Tier III     | Tier III     | Tier III     | Tier III     | 2R   | 1R   | 2R   | 1R   | 1R   | 3R   | CF   | 1R   | 1R   |      | 6-9   |
| Tokio / Wuhan                 | A            | 1R           | A            | A            | 3R   | 2R   | A    | 3R   | CF   | 1R   | A    | 2R   | A    |      | 9-6   |
| Torneos Ganados               | 2            | 1            | 0            | 1            | 0    | 0    | 0    | 0    | 1    | 0    | 1    | 1    | 0    |      | 7     |
| Ranking a final de año        | 50           | 41           | 24           | 65           | 42   | 33   | 25   | 17   | 29   | 17   | 9    | 62   | 30   |      |       |

### Dobles
| Torneo                        | 2005         | 2006         | 2007         | 2008         | 2009 | 2010 | 2011 | 2012 | 2013 | 2014 | 2015 | 2016 | 2017 | G-P   |
| ----------------------------- | ------------ | ------------ | ------------ | ------------ | ---- | ---- | ---- | ---- | ---- | ---- | ---- | ---- | ---- | ----- |
| Grand Slam                    |              |              |              |              |      |      |      |      |      |      |      |      |      |       |
| Abierto de Australia          | A            | 1R           | 1R           | A            | 3R   | 1R   | 2R   | 1R   | CF   | CF   | G    | A    | G    | 21-18 |
| Roland Garros                 | A            | 1R           | 1R           | 1R           | 2R   | 2R   | 3R   | 1R   | CF   | 1R   | G    | 1R   | G    | 19-10 |
| Wimbledon                     | 1R           | A            | 1R           | 1R           | 1R   | 2R   | 1R   | 1R   | 1R   | CF   | CF   | 1R   | 2R   | 8-12  |
| US Open                       | 1R           | 1R           | 1R           | 2R           | 1R   | 2R   | 1R   | 1R   | 3R   | 2R   | A    | G    |      | 11-10 |
| Grand Slam Victorias-Derrotas | 0-2          | 0-3          | 0-4          | 1-3          | 3-4  | 3-4  | 3-4  | 0-4  | 8-4  | 7-4  | 15-1 | 6-2  | 13-1 | 59-40 |
| WTA Tour Championships        |              |              |              |              |      |      |      |      |      |      |      |      |      |       |
| WTA Tour Championships        | A            | A            | A            | A            | A    | A    | A    | A    | A    | A    | RR   | F    |      | 3-2   |
| WTA Premier Mandatory         |              |              |              |              |      |      |      |      |      |      |      |      |      |       |
| Indian Wells                  | A            | A            | A            | A            | A    | 1R   | A    | A    | 1R   | 1R   | 1R   | 1R   | SF   | 3-6   |
| Miami                         | A            | A            | A            | A            | A    | A    | A    | CF   | 2R   | 1R   | A    | G    | 2R   | 9-4   |
| Madrid                        | No Celebrado | No Celebrado | No Celebrado | No Celebrado | A    | A    | A    | 2R   | G    | CF   | SF   | A    | 2R   | 11–4  |
| Beijing                       | Tier II      | Tier II      | Tier II      | Tier II      | A    | A    | A    | A    | 2R   | A    | A    | G    |      | 6–1   |
| WTA Premier 5                 |              |              |              |              |      |      |      |      |      |      |      |      |      |       |
| Dubái / Catar                 | Tier II      | Tier II      | Tier II      | SF           | A    | A    | A    | A    | CF   | 1R   | 1R   | A    | A    | 5-4   |
| Roma                          | A            | A            | A            | A            | 1R   | A    | A    | A    | A    | A    | CF   | 2R   | A    | 2-3   |
| Montreal/Toronto              | A            | A            | A            | A            | A    | A    | A    | 2R   | 1R   | 2R   | G    | 1R   | SF   | 8-5   |
| Cincinnati                    | Tier III     | Tier III     | Tier III     | Tier III     | 1R   | A    | A    | A    | 2R   | CF   | 2R   | A    | SF   | 6-5   |
| Tokio / Wuhan                 | A            | A            | A            | A            | A    | A    | A    | CF   | A    | A    | A    | G    |      | 6-1   |
| Torneos Ganados               | 0            | 0            | 0            | 0            | 0    | 0    | 0    | 1    | 2    | 1    | 4    | 4    | 3    | 15    |
| Ranking a final de año        | 511          | 785          | 881          | 91           | 120  | 149  | 134  | 59   | 18   | 29   | 4    | 7    |      |       |